# 晋冀鲁豫抗日殉国烈士公墓旧址
晋冀鲁豫抗日殉国烈士公墓旧址位于河北省邯郸市涉县辽城乡石门村，是中华人民共和国第二批国家级抗战纪念设施、遗址，河北省文物保护单位。墓园保留有抗日战争期间牺牲的中共最高将领、八路军副参谋长左权，冀南银行第一任行长高捷成，第二任行长赖勤夫妇，《新华日报》社社长何云，中共中央北方局政权工作部秘书长张衡宇，以及朝鲜义勇军领导人石正和陈光华8位烈士的原墓，是中国首个中韩抗日烈士墓园。

## 历史
1942年5月，侵华日军对太行抗日根据地发动“大扫荡”。八路军总部、中共中央北方局、北方局党校等机关与朝鲜义勇队被包围在涉县和辽县之间的十字岭地区。为数不多的警卫部队和30余名朝鲜义勇队战士承担了狙击任务。八路军副参谋长左权，朝鲜义勇军领导人尹世胄、陈光华等人在激战中牺牲。:120-121
太行抗日根据地反扫荡战斗结束后，晋冀鲁豫边区党政群各界5000余人于1942年10月10日在太行山清漳河畔举行公葬左权将军暨朝鲜革命烈士大会，始建晋冀鲁豫抗日殉国烈士公墓。1950年10月10日，8位烈士遗骨被移葬至河北邯郸市晋冀鲁豫烈士陵园。:143:206
2004年，中共涉县县委和政府在墓园内建中国首个朝鲜义勇军主题纪念馆——朝鲜义勇军烈士纪念馆:107。1982年，晋冀鲁豫抗日殉国烈士公墓旧址被列为河北省文物保护单位，2012年被列为邯郸市级爱国主义教育基地，2015年8月被列入第二批国家级抗战纪念设施、遗址名录。

## 建筑布局

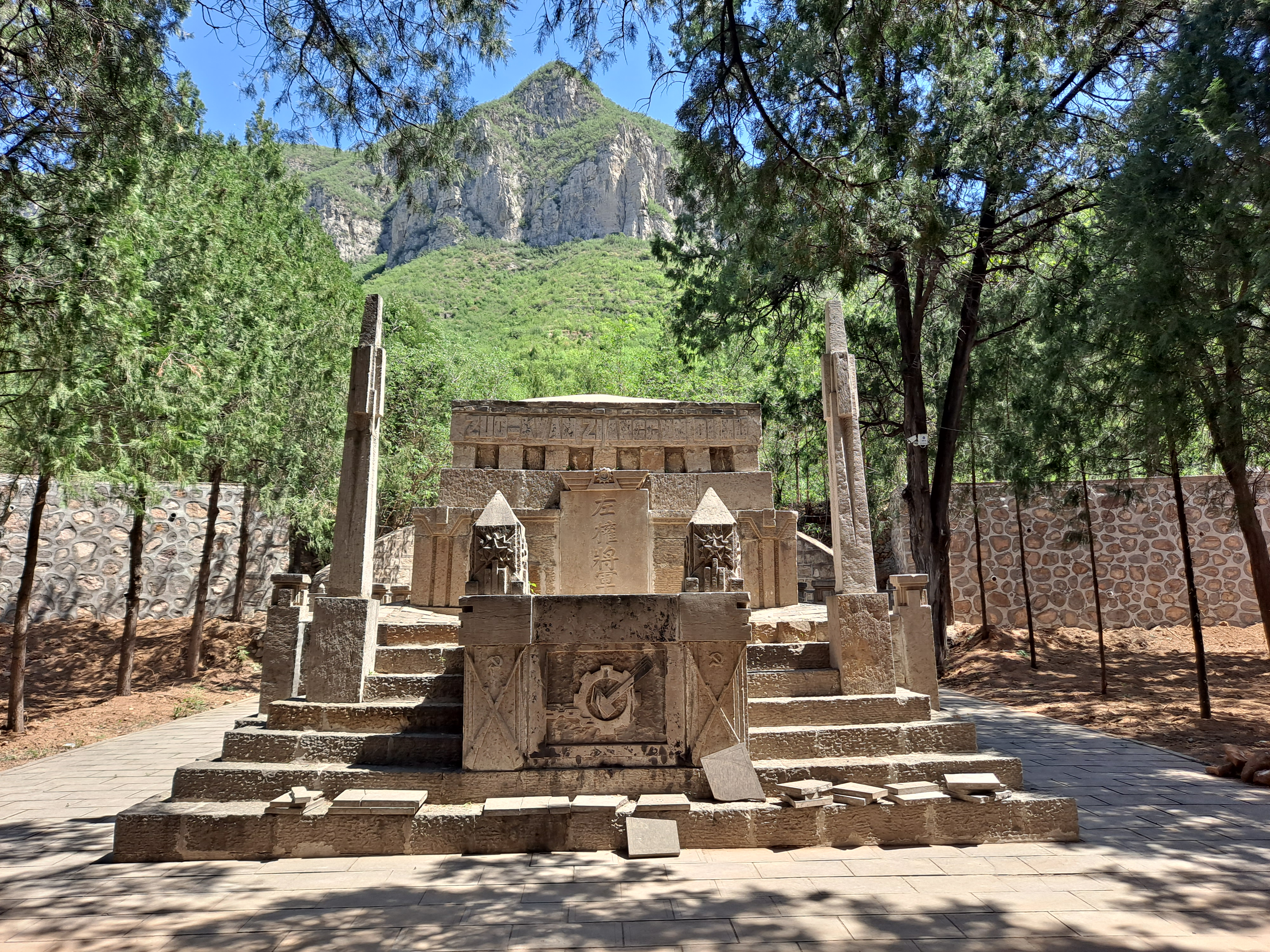
左权原墓遗迹

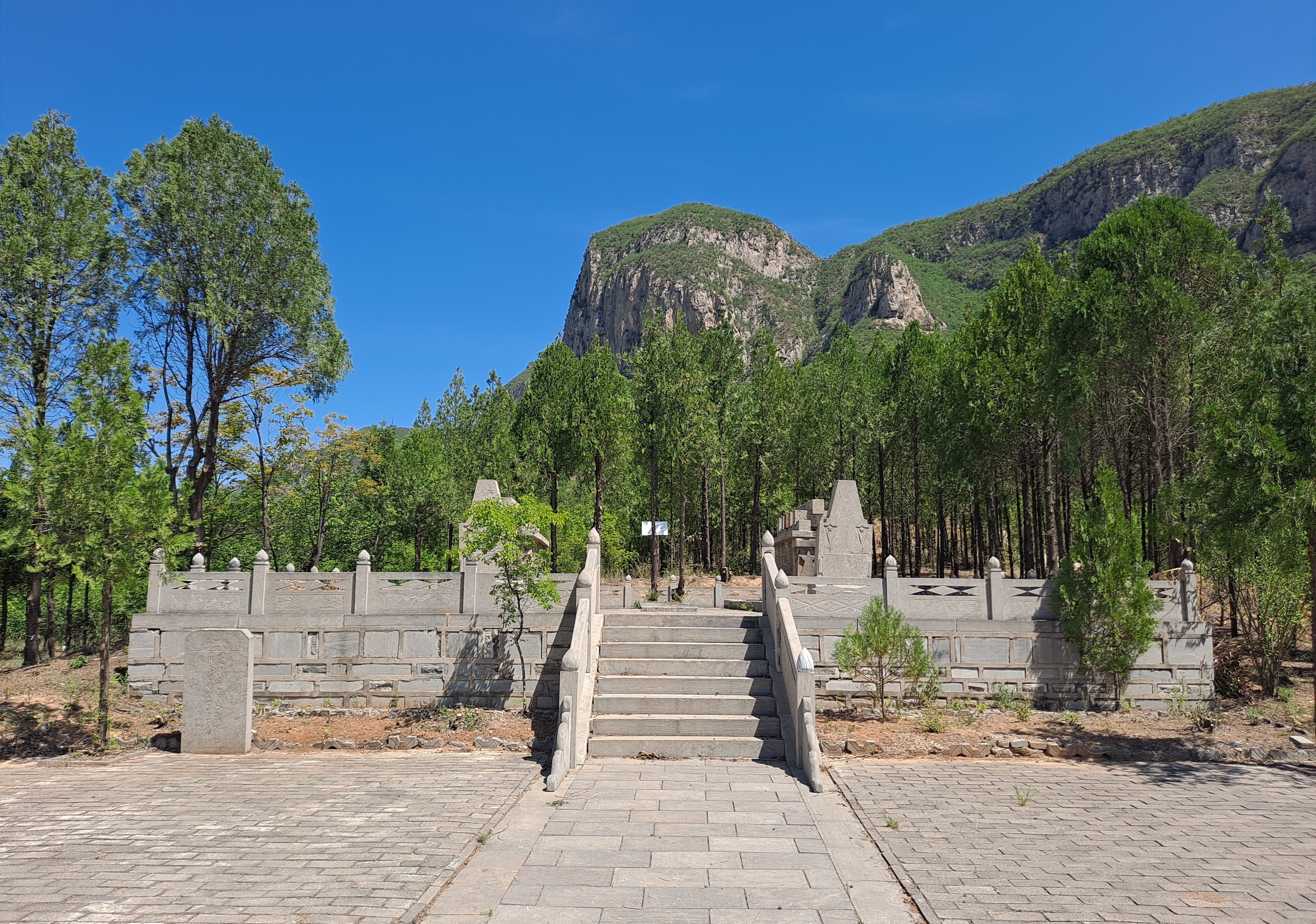
朝鲜义勇军尹世胄和陈光华原墓遗迹

晋冀鲁豫抗日殉国烈士公墓旧址位于河北省涉县石门村西北莲花山下，占地200余亩。左权将军墓平面呈长方形，由青石砌成，总面积49.87平方米，墓基长8.54、宽5.84、高1.32米。墓前立有左权将军纪念塔，四周刻有朱德“名将以身殉国家，愿拼热血卫吾华，太行浩气传千古，留得清漳吐血花”以及彭德怀、罗瑞卿、杨秀峰、薄一波、戎武胜等人的题词。
以左权墓为中心，其左侧岭上是冀南银行第一任行长高捷成和第二任行长赖勤夫妇的青石墓；左侧前方岭上是范筑先将军和杨裕民先生纪念塔；左后方洼地是《新华日报》社社长何云和中共中央北方局政权工作部秘书长张衡宇的青石墓；右侧是朝鲜义勇军烈士纪念馆，右侧岭上是朝鲜义勇军领导人石正和陈光华的两座砖石墓。